# Yekaterina Gnidenko
Yekaterina Valérievna Gnidenko –en ruso, Екатерина Валерьевна Гниденко– (Tula, 11 de diciembre de 1992) es una deportista rusa que compitió en ciclismo en la modalidad de pista, especialista en las pruebas de velocidad y keirin.
Ganó una medalla de plata en el Campeonato Mundial de Ciclismo en Pista de 2012 y dos medallas en el Campeonato Europeo de Ciclismo en Pista, en los años 2012 y 2015.
Participó en los Juegos Olímpicos de Londres 2012, ocupando el octavo lugar en la prueba de keirin y el 18.º en velocidad individual. Pero cuatro años más tarde, el COI anuló estos resultados al encontrarle una sustancia prohibida (turinabol) en el reanálisis de su sangre.

## Medallero internacional
| Campeonato Mundial | Campeonato Mundial     | Campeonato Mundial | Campeonato Mundial |
| Año                | Lugar                  | Medalla            | Competición        |
| ------------------ | ---------------------- | ------------------ | ------------------ |
| 2012               | Melbourne ( Australia) | Medalla de plata   | Keirin             |
| Campeonato Europeo |                        |                    |                    |
| Año                | Lugar                  | Medalla            | Competición        |
| 2012               | Panevėžys ( Lituania)  | Medalla de plata   | Keirin             |
| 2015               | Grenchen ( Suiza)      | Medalla de bronce  | Keirin             |